# Torfkahn (Teufelsmoor)

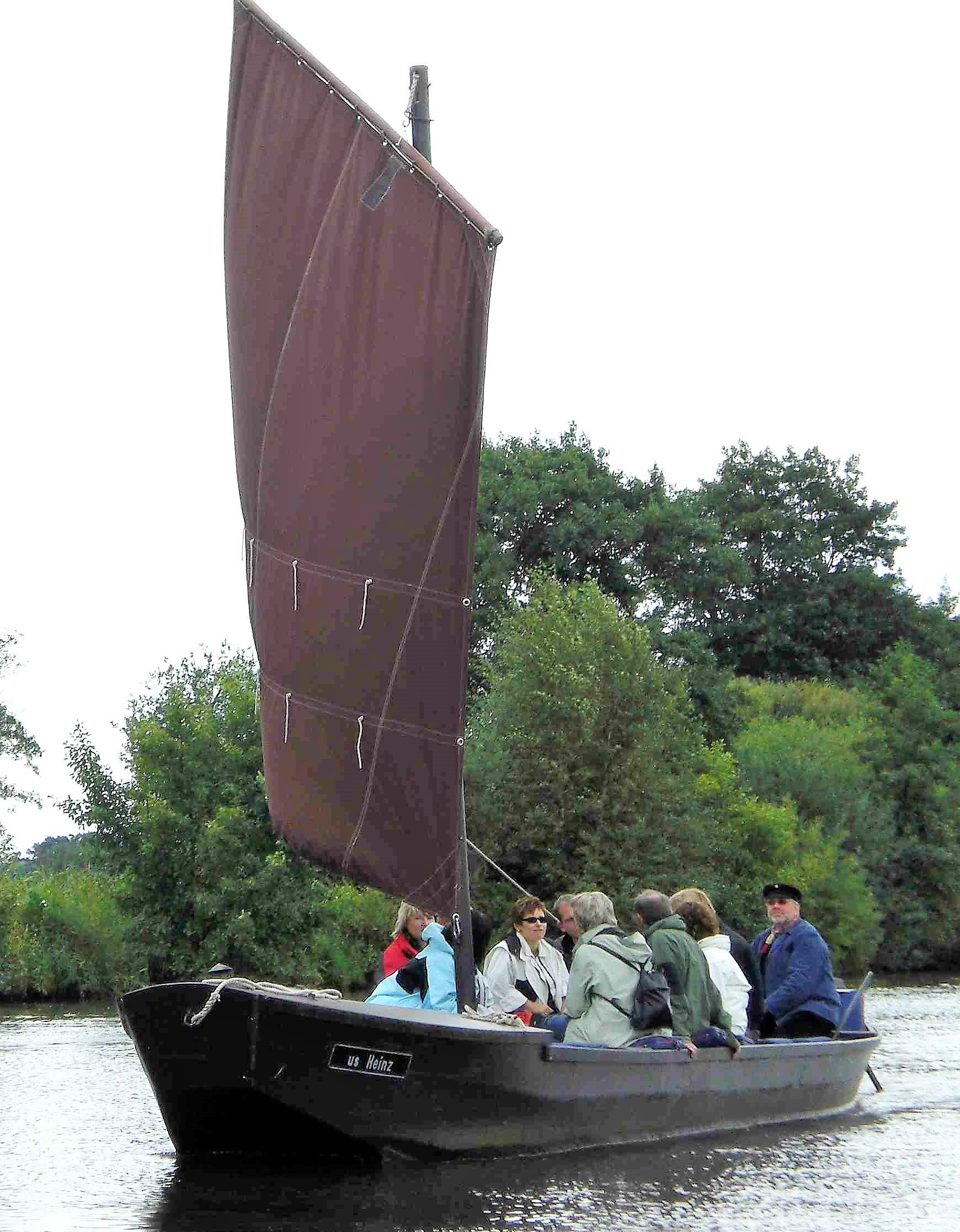
Torfkahn auf der Hamme

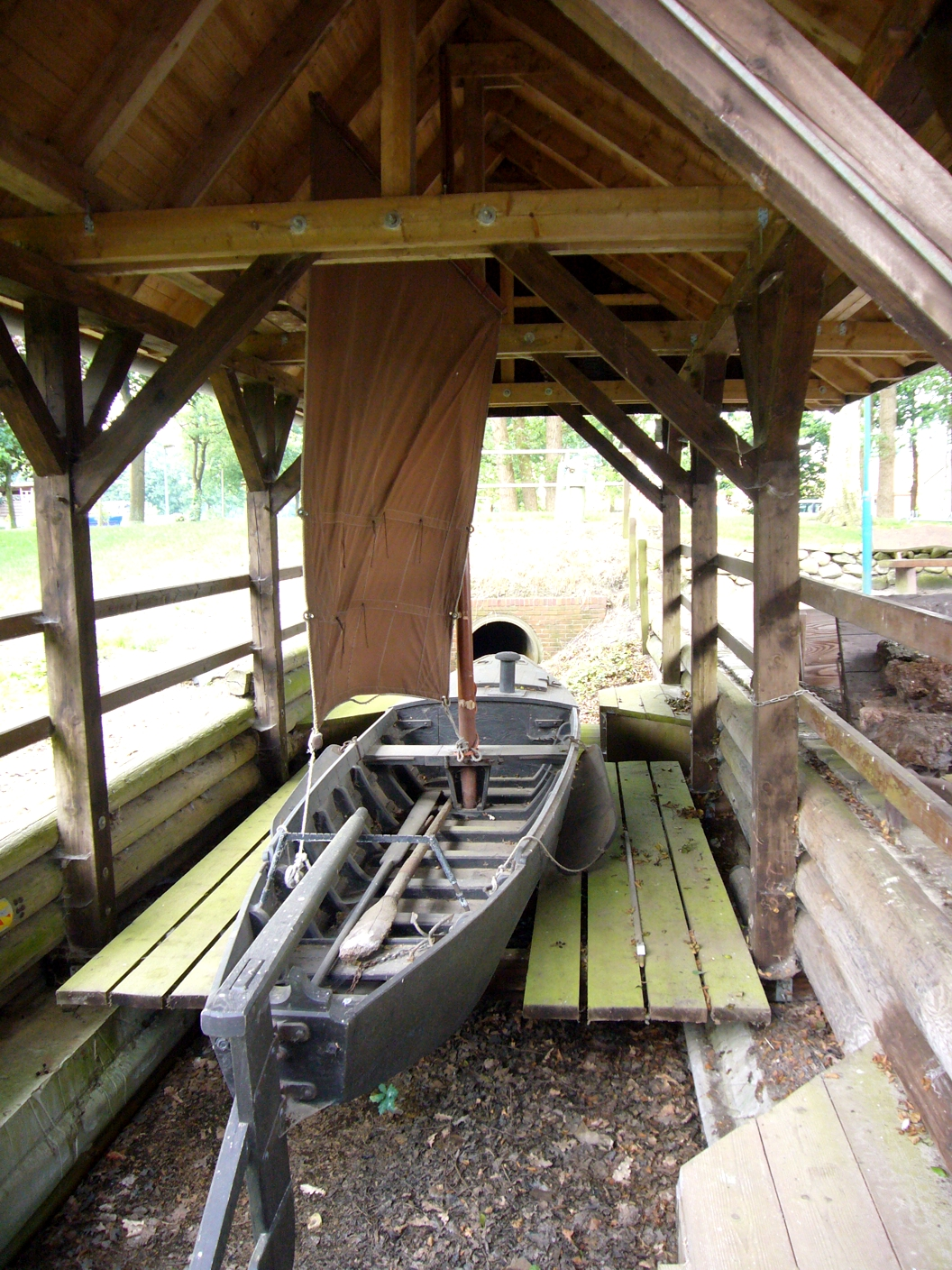
1/4-Hunt-Torfkahn im Moormuseum Heise (Gemeinde Hollen, Landkreis Cuxhaven)

Ein Torfkahn ist eine Art Lastkahn aus dem Teufelsmoor nordöstlich von Bremen.

## Geschichte
Um 1720 begann die staatliche Moorkolonisation im Teufelsmoor. Der Moorkolonisator Jürgen Christian Findorff legte im Auftrage des englisch-hannoverschen Königs Georg II. 1751 systematisch Dörfer und Gräben an. Vorherige Versuche der Kolonisation benutzten teilweise bereits die Wasserwege der Hamme, Wörpe und Wümme. Angelegte Wege waren kaum mit Fuhrwerken befahrbar oder nur als „gesandete“ Wege angelegt. Besonders Findorff förderte den Ausbau von Entwässerungskanälen, teilweise auch als Grenzlinien zu den einzelnen Grundstücken und führte sie in schiffbaren Kanälen zusammen. Ebenso verpflichtete er die Moorbauern, die Kanäle zu pflegen und zu unterhalten. Die Bauern, aber auch einige kleine Werften, bauten Torfkähne und nutzten die Kanäle als Verkehrsnetz. Erhalten blieb die Grotheersche Werft (1850 bis 1954 in Betrieb) in Schlußdorf, die seit 1977 als Museum Torfschiffswerft zu sehen ist.

### Größen
Die Torfkähne aus dem Teufelsmoor werden nach Hunt unterschieden. Am häufigsten sind die ½-Hunt-Kähne, die etwa 9,5 Meter lang (ohne Ruderblatt) und 1,8 Meter breit sind. Daneben gibt es noch den ¼-Hunt und den Hunt. Ein Hunt war das Bremer Torfmaß und entsprach 100 Körben, das waren etwa 12 Kubikmeter.
Charakteristisch für den Torfkahn ist das braun gefärbte Luggersegel, das etwa 12 Quadratmeter groß ist und am 6 Meter hohen Mast hängt. Es fuhren auch größere Kähne (bis 400 Tonnen Last) auf den breiteren Gewässern, besonders der Hamme bis Melchers Hütte. Dazu zählen die sogenannten Eichenfahrer (Bremer Schiffe mit geeichter Ladekapazität, aber auch Schiffe aus Eiche), kurze Zeit gab es auch holländische Schuten. Die Holländer sollten das Monopol der Bremer Eichenfahrer unterlaufen. Eine dieser Schuten und auch ein typischer Torfkahn befinden sich im Museum für Torfschifffahrt und Torfabbau in der Museumsanlage in Osterholz-Scharmbeck.

### Nutzen
Der wichtigste Erwerb für die Bauern war der Verkauf von Torf, der bis ins 20. Jahrhundert wichtiges Heizmaterial war. Im nahegelegenen Bremen fanden sie reichlich Abnehmer dafür. So wurde der Torf auf den Kanälen bis in die verschiedenen Torfhäfen wie Walle, Gröpelingen, Vegesack und dem in Bremen-Findorff gesegelt (früher bis 1,8 Kilometer, heute 300 Meter Kailänge). In den ersten Jahren wurde der Transport von den Sammelstellen (z. B. besagter Stelle bei Melchers Hütte) durch die größeren Schiffe der Eichenfahrer durchgeführt. Als der Gewinn für die Moorbauern durch die Zwischenhändler und deren Handelspraxis immer geringer wurde, lohnte auch der direkte Transport nach Bremen. Bremen war von Worpswede mit dem Torfkahn in zirka drei bis vier Tagen durch die damals unbegradigte Hamme erreichbar. Später wurde die sogenannte Semkenfahrt „gestochen“, die durch Abkürzen des bisherigen Weges durch Hamme, Lesum und Wümme die Fahrt auf ein bis zwei Tage reduzierte. Bei ungünstigen Winden aus Westen wurde der beladene Kahn nach Bremen meistens getreidelt (gezogen), gestakt oder gewriggt (eine achtförmige Bewegung mit einem langen Stechpaddel), meist erst auf der Rücktour konnte bei Westwind das braune Segel eingesetzt werden. Seitenschwerter verhindern die Drift und ermöglichen eine kursgenaue Fahrt. Die Kurven konnten meist ebenfalls mit dieser Segelart befahren werden.

### Anzahl
Die genaue Zahl von Kähnen zur Blütezeit der Torfschifffahrt ist in der einschlägigen Literatur nur ungefähr abzuschätzen. Es wird von 1700 Torfkähnen im Bereich des Teufelsmoores berichtet. Teilweise ist an einigen Stellen die Rede von 35.000 Schiffsbewegungen pro Jahr. Augenzeugen berichten aber noch aus der Nachkriegszeit von vollen Torfkahnhäfen, von denen die meisten nicht mehr existieren. Auch die Kanäle wurden mit den Modernisierungen der 1960er und 1970er Jahre zugunsten von Straßen zugeschüttet oder zumindest erheblich im Querschnitt verkleinert, so dass nur noch Wasserabzugsgräben übrig blieben. Die heute noch befahrbaren Strecken sind nur noch ein kleines Abbild der alten Verbindungen. Eine Wiederbelebung von Strecken (wie z. B. des Hamme-Oste-Kanals), wie sie in Teilen der Niederlande erfolgt, ist aus Naturschutzgründen z. Zt. nicht zu erwarten.

## Nachbauten

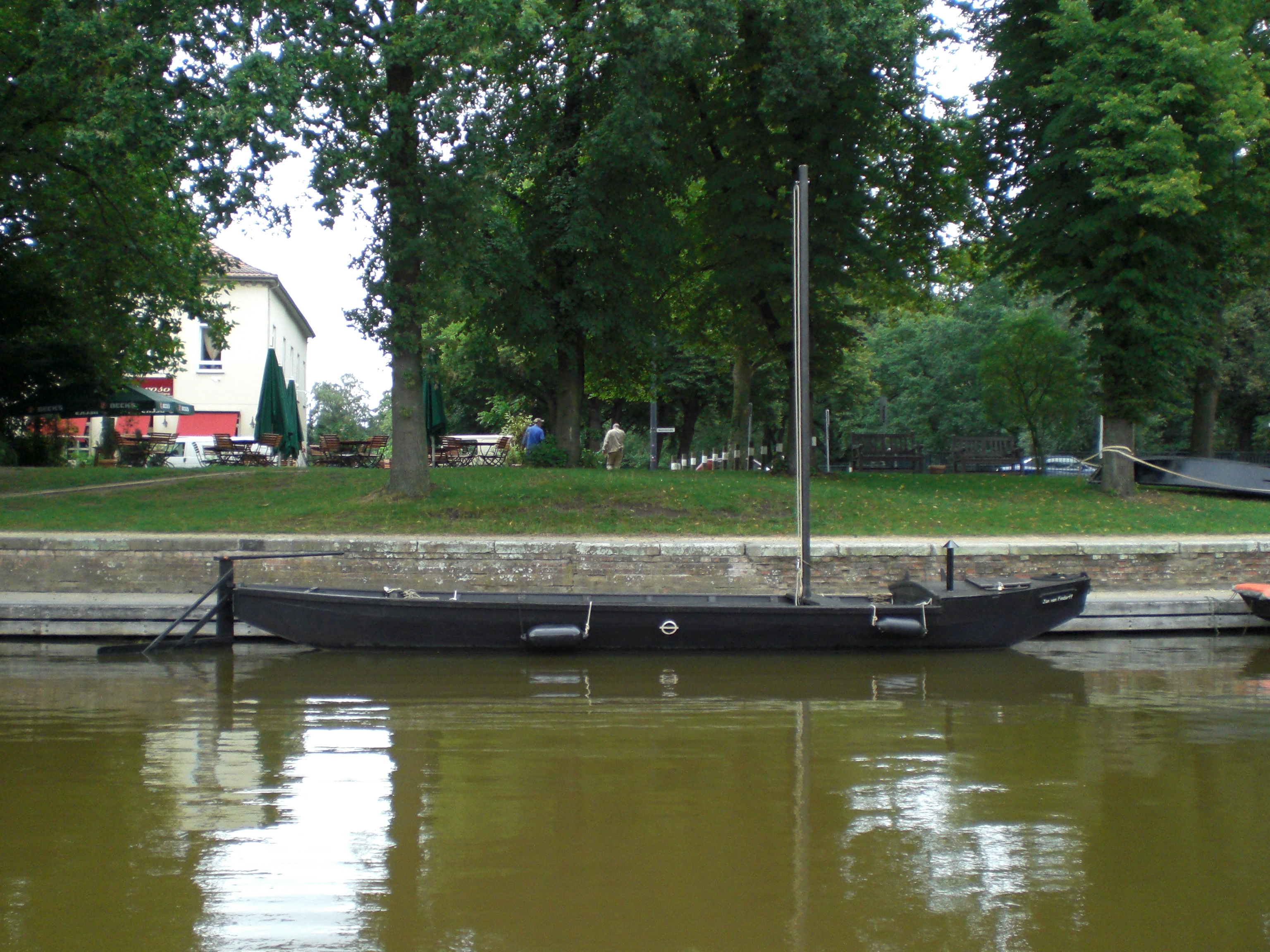
Nachgebauter Torfkahn in Torfhafen in Bremen-Findorff

Heute führen die historischen Nachbauten für Gäste die Fahrweise vor. Durch den Uferbewuchs ist die Segelmöglichkeit stark eingeschränkt. Ebenso sind zusätzliche Brückenbauwerke vorhanden, die die historische Segelschifffahrt behindern. Die Masten sind zwar legbar, bei einem Gewicht von 50 bis 60 Kilogramm aber schwierig, da auch bei dem Luggersegel der Baum heruntergelassen und das Segeltuch eingeholt werden muss. Die kleinen Kanäle, die bis an die Hofstellen heranführten (Es gibt Scheunentore, die direkt am Kanal liegen), wurden mit dem „Stechpaddel“ gestakt. Dazu war die Blattkante mit Stahl, teils auch mit einer Stahlspitze verstärkt.
Die heute zirka 20 existierenden Nachbauten der Torfkähne, die hauptsächlich für Ausflugsfahrten auf den Kanälen des Teufelsmoores eingesetzt werden, bieten Platz für etwa 16 Gäste und werden durch leise Motoren angetrieben. Derzeitige Liegeplätze sind unter anderem Worpswede, Teufelmoorschleuse, Viehspecken, Osterholz-Scharmbeck, Ritterhude, Karlshöfenermoor im neuen Torfhafen und der Torfhafen in Bremen-Findorff. Verschiedene Anbieter fahren auf der Hamme und in Bremen. Die heutigen Torfschiffer betreiben diese Fahrten fast ausschließlich in ihrer Freizeit und in ihrem Bestreben, dem Besucher ihre Heimat und deren Geschichte näherzubringen. Einige von ihnen tragen eine Kleidung wie die der Torfschiffer vor 200 Jahren. So jedenfalls haben sie es durch Nachforschungen ermittelt.
Seit 1999 findet alle drei Jahre (zuletzt 2023) Ende April die Torfkahn-Armada statt. Am Samstagmorgen treffen sich fast alle Torfkähne, um gemeinsam die Gästesaison zu beginnen. Gegen Abend erreichen die inzwischen motorisierten Kähne den Findorff-Hafen in Bremen. Sonntags beginnt die Rückreise zu den Heimathäfen.
Die Torfkähne und das Teufelsmoor mit seinen Lichtspielen werden oft als Motiv für die vielen Künstler in Worpswede verwendet.

## Filmdokument
Im 1931 entstandenen Teufelsmoor-Film von Helmut Oestmann wird die Fahrt eines Torfkahns vom Teufelsmoor bis nach Bremen gezeigt.